# Safónovo (Smolensk)
Safónovo (ruso: Сафо́ново) es una ciudad rusa, capital del raión homónimo en la óblast de Smolensk.
En 2021, la ciudad tenía una población de 40 537 habitantes.
Aunque se conoce la existencia de aldeas habitadas aquí desde 1859, la actual Safónovo se fundó a partir de 1870 como el poblado ferroviario de Dorogobuzh, en la línea de Moscú a Smolensk, que con el tiempo se extendería hasta Brest. Aunque desde 1929 la Unión Soviética estableció aquí la capital del ya llamado raión de Safónovo, el poblado ferroviario no adoptó su topónimo actual hasta 1938, cuando recibió el estatus de asentamiento de tipo urbano; hasta entonces Safónovo era el nombre de un pueblo cercano, que anteriormente había sido centro de vólost. En la década de 1940 se desarrolló como un centro de extracción de lignito y en 1952 adoptó el estatus de ciudad. Tras comprobarse la baja productividad de las minas, en la década de 1960 se reorganizó su economía mediante la apertura de varias fábricas.
Se ubica sobre la carretera E30, a medio camino entre Smolensk y Viazma. Al sur de la ciudad sale una carretera secundaria que lleva a Róslavl.

## Clima
| Parámetros climáticos promedio de Safónovo | Parámetros climáticos promedio de Safónovo | Parámetros climáticos promedio de Safónovo | Parámetros climáticos promedio de Safónovo | Parámetros climáticos promedio de Safónovo | Parámetros climáticos promedio de Safónovo | Parámetros climáticos promedio de Safónovo | Parámetros climáticos promedio de Safónovo | Parámetros climáticos promedio de Safónovo | Parámetros climáticos promedio de Safónovo | Parámetros climáticos promedio de Safónovo | Parámetros climáticos promedio de Safónovo | Parámetros climáticos promedio de Safónovo | Parámetros climáticos promedio de Safónovo |
| Mes                                        | Ene.                                       | Feb.                                       | Mar.                                       | Abr.                                       | May.                                       | Jun.                                       | Jul.                                       | Ago.                                       | Sep.                                       | Oct.                                       | Nov.                                       | Dic.                                       | Anual                                      |
| ------------------------------------------ | ------------------------------------------ | ------------------------------------------ | ------------------------------------------ | ------------------------------------------ | ------------------------------------------ | ------------------------------------------ | ------------------------------------------ | ------------------------------------------ | ------------------------------------------ | ------------------------------------------ | ------------------------------------------ | ------------------------------------------ | ------------------------------------------ |
| Temp. máx. media (°C)                      | -4.8                                       | -3.9                                       | 1.6                                        | 10.6                                       | 17                                         | 20.2                                       | 22.8                                       | 21.3                                       | 15.6                                       | 8.2                                        | 2.1                                        | -2                                         | 9.1                                        |
| Temp. media (°C)                           | -6.8                                       | -6.5                                       | -1.8                                       | 6.1                                        | 12.8                                       | 16.3                                       | 19                                         | 17.4                                       | 12                                         | 5.7                                        | 0.3                                        | -3.8                                       | 5.9                                        |
| Temp. mín. media (°C)                      | -9.4                                       | -9.5                                       | -5.6                                       | 0.9                                        | 7.4                                        | 11.4                                       | 14.4                                       | 13.1                                       | 8.2                                        | 3                                          | -1.5                                       | -5.8                                       | 2.2                                        |
| Precipitación total (mm)                   | 51                                         | 45                                         | 44                                         | 45                                         | 76                                         | 83                                         | 91                                         | 80                                         | 65                                         | 69                                         | 55                                         | 50                                         | 754                                        |
| Fuente:                                    |                                            |                                            |                                            |                                            |                                            |                                            |                                            |                                            |                                            |                                            |                                            |                                            |                                            |